# برودريك كروفورد
برودريك كروفورد (بالإنجليزية: Broderick Crawford)‏ (مواليد 9 ديسمبر 1911 - الوفاة 26 أبريل 1986) هو ممثل أمريكي بدأ مسيرته الفنية عام 1937. كما أنه من الفائزين بجوائز الأوسكار.

## روابط خارجية
- برودريك كروفورد على موقع IMDb (الإنجليزية)
- برودريك كروفورد على موقع الموسوعة البريطانية (الإنجليزية)
- برودريك كروفورد على موقع ألو سيني (الفرنسية)
- برودريك كروفورد على موقع تيرنر كلاسيك موفيز (الإنجليزية)
- برودريك كروفورد على موقع أول موفي (الإنجليزية)
- برودريك كروفورد على موقع قاعدة بيانات برودواي على الإنترنت (الإنجليزية)
- برودريك كروفورد على موقع قاعدة بيانات برودواي على الإنترنت (الإنجليزية)
- برودريك كروفورد على موقع قاعدة بيانات الأفلام السويدية (السويدية)
- برودريك كروفورد على موقع إن إن دي بي (الإنجليزية)
- برودريك كروفورد على موقع قاعدة بيانات الفيلم (الإنجليزية)